# Ґарет Джонс
Ґа́рет Рі́чард Вон Джонс (англ. Gareth Richard Vaughan Jones; 13 серпня 1905, Баррі, Уельс, Велика Британія — 12 серпня 1935, Жехе, Маньчжурська держава) — валлійський журналіст, який уперше у західній пресі під власним іменем заявив про масовий голод в СРСР (1932—1933), в тому числі і про Голодомор. Його репортаж був надрукований з-поміж інших також у газетах «The Guardian» та «New York Post».

## Родина
Народився 13 серпня 1905 в Баррі, Уельс. Його батько, Меджор Едгар Джонс, протягом 35 років був директором школи для хлопчиків у Баррі. Едгар Джонс активно підтримував Лігу Націй та був прихильником миру.
Мати Ґарета, Енні Гвен Джонс, у молодості вперше подорожувала за межі Уельсу до України, аби працювати гувернанткою Артура Юза — одного з синів Джона Юза, засновника міста Донецьк (Юзівка). На початку XX століття вона приєдналась до руху суфражисток, і перша зустріч учасників руху в південному Уельсі мала місце саме в будинку Джонсів.
Родина спочатку мешкала в будинку в районі Колкот міста Баррі. Ґарету вдалось переконати батька придбати та переїхати до будинку в районі Порт у Кастел, з чудовим краєвидом на Бристольський канал.
Мати навчала Ґарета до семи років. Потім він навчався в школі батька, звідки поступив до Абериствітського коледжу, звідти до Страсбурзького університету (1923—1925 рр.), і нарешті до Триніті-коледжу в Кембриджі (1926—1929 рр.), який він закінчив з відзнакою, вивчивши німецьку, французьку, та російську мови. Враховуючи рідну валлійську та англійську мови, Ґарет вільно володів п'ятьма мовами.
Він склав іспити для служби в консульській службі з найвищими оцінками та отримав пропозицію працювати в Китаї, яку він відхилив. Зважаючи на чудове знання європейських мов, погодитись на цю пропозицію означало велике розчарування та непорозуміння для його родини. Ґарет подорожував Європою та до Сполучених Штатів. Він працював на французькому пароплаві, стокером на норвезькому човні та кермовим на маленьких шведських та німецьких човнах. У 1923 році, через знецінення німецької марки, подорож Німеччиною коштувала йому п'ять шилінгів.
У 1930 став радником з питань міжнародної політики колишнього ліберального прем'єр-міністра Великої Британії Девіда Ллойд Джорджа. Наступного року Ґарет уже працював помічником Айві Лі, радника з публічних відносин Джона Рокфелера, Пенсильванської залізниці, Крайслера та інших американських підприємств. Лі, який добре знав Росію, попросив Ґарета супроводжувати Джека Гайнца II, онука засновника компанії Heinz в подорожі до СРСР.
Через економічну депресію Ґарет працював у Айві Лі лише один рік, після чого повернувся на роботу до Девіда Ллойд Джорджа. Тут він отримав завдання дослідити заходи, які були використані Беніто Муссоліні на Понтійських болотах для звільнення Італії від малярії. 1933 року Ґарет був відправлений до Ірландії, аби взяти інтерв'ю в Президента Еймона де Валери партії Фіанна Файл. Ґарет написав про ІРА та її ненависть до Британії.

## Діяльність

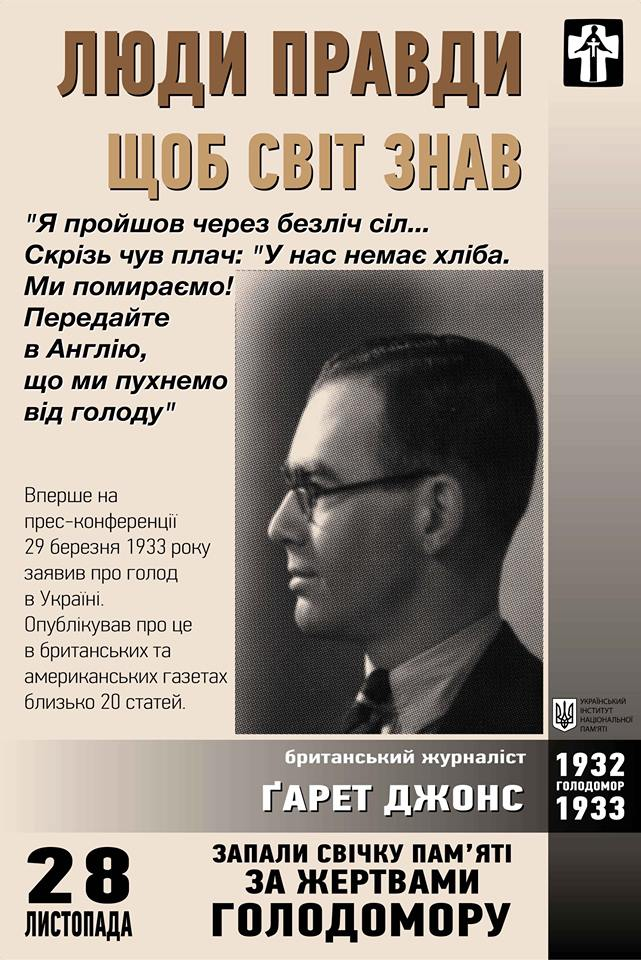

Як плідний журналіст, Ґарет Джонс писав статті для багатьох британських газет, зокрема, The Western Mail, The Times та «The Guardian», в Німеччині його статті друкувалися у Berliner Tageblatt, а також у Сполучених Штатах завдяки International News Service.

### Висвітлення подій в СРСР
У 1932 написав статтю для «The Western Mail» про зустріч із вдовою Володимира Леніна Надією Крупською в Комісаріаті освіти в Москві. За словами Ґарета, «Вона згадувала виробництва таким самим тоном, як уельський міністр може згадувати Бога чи релігію».
Під час третьої та останньої подорожі до Радянського Союзу в березні 1933 року Ґарет знехтував попередженням посольства і забороною ОДПУ на в'їзд іноземним журналістам до України та 7 березня 1933 нелегально потрапив в УРСР. Ґарет записав у щоденнику про зустріч з Малкольмом Маггеріджем у Москві перед початком подорожі. Поки Ґарет перебував в Україні, Маггерідж написав три статті для «Ґардіан», однак вони були надруковані наприкінці місяця без імені автора, сильно відредаговані та розміщені глибоко в середині газети. Повернувшись до Берліна, 29 березня 1933 року Ґарет зробив відомий пресреліз, який був надрукований багатьма газетами, зокрема «New York Evening Post» та Манчестер Гардіан:
|  | Я пройшов через безліч сіл і дванадцять колгоспів. Скрізь я чув плач: «У нас немає хліба. Ми помираємо!» Цей плач лунає по всій Росії; на Волзі; в Сибіру; в Білорусі; в Центральній Азії та Україні — «Передайте в Англію, що ми пухнемо від голоду.» Більшість офіційних осіб заперечують існування будь-якого голоду, але через кілька хвилин після одного такого заперечення в потязі, я насмілився кинути на підлогу шматок зчерствілого хліба. Наче куля селянин кинувся на підлогу та поглинув його. Те саме повторилось зі шкіркою апельсина. Навіть чиновники з транспорту та офіцери ОДПУ попередили мене про небезпеку подорожей селом вночі через велику кількість відчайдушних через голод людей. Іноземний експерт з Казахстану сказав мені, що близько 5 000 000 з 11 000 000 тамтешніх жителів померли від голоду. Окрім диктатора Йосипа Сталіна, ті, хто голодують, ненавидять Джорджа Бернарда Шоу за його оповідання про вдосталь їжі, яку вони начебто мають, але їжі нема, і селяни надто слабкі для роботи в полі. |

#### Суперечка з Дюранті та іншими журналістами
Під час першої п'ятирічки главою радянського управління преси (заступник завідувача Відділу преси та інформації Народного комісаріату закордонних справ) був Костянтин Уманський.
Американський журналіст Юджин Лайонс, який знав Уманського ще з тих часів, коли той був кореспондентом ТАРС у США і пізніше главою її Іноземного бюро, говорив, що систему доступу іноземних журналістів до висвітлення подій в Радянському Союзі будували на принципі «ти — мені, я — тобі», — інколи журналістам вдавалося примусити цензора піти на поступки, демонструючи професійну солідарність, але в цілому все базувалося на компромісах. Та без дозволу Уманського телеграф просто не передавав телеграми кореспондентів. Більш того, багато західних інтелектуалів, упевнених у тому, що радянський експеримент має величезну перевагу перед дуже очевидними страхіттями капіталізму, відчайдушно хотіли бачити у ньому промінь надії. А у світі, де доступ до «творців новин» часто є визначальним моментом у тому, чи буде що написати у газету, доступ до влади сам по собі стає перевагою. Як згадував Лайонс у своїх мемуарах «Відрядження до Утопії» (1937):
|  | Справжнім купівельним засобом у Москві, здатним купити те, чого не можна було придбати ні за рублі, ні за долари, була влада. А влада означала — товариш Сталін, товариш Уманський, віртуозний комбінатор, чий дядько був найкращим приятелем двоюрідного брата члена колегії ГПУ. Запрошення на прийоми у «вузькому колі», на бридж із «великими людьми», компліменти у «Правді», задоволення соціальних амбіцій дружини — усе це діяло набагато краще, ніж примушувати кореспондента прикусити язик з допомогою погроз… У Москві або в Берліні, в Токіо чи в Римі — спокуса для діючого репортера лежить у сфері конформізму. Набагато зручніше і, зрештою, вигідніше притримати інформацію, призначену читачам, які мешкають за тисячі миль від тебе, ніж зіткнутися ніс-у-ніс із розгніваним цензором і дверми кабінетів, що зачиняються перед тобою. |

Також Лайонс пригадує, що на зустрічі з іноземними журналістами в готельному номері одного з кореспондентів Уманський наказав їм назвати в своїх повідомленнях Ґарета Джонса брехуном. Тим, хто відмовиться, буде заборонено висвітлювати Московські показові процеси проти шістьох англійських інженерів у квітні 1933 року, так звану «Справу Метро-Вік». Висвітлення саме цих процесів для іноземних журналістів становило великий інтерес, оскільки на лаві підсудних, на відміну від решти подібних процесів, опинились громадяни Великої Британії. Після тривалих переговорів була вироблена формула заперечення, яку Лайонс згадує так:
|  | Ми визнали цього чортового Джонса брехуном, хоча й в обтічних фразах, щоб заспокоїти свою совість. Потім, коли з брудною справою було покінчено, хтось послав за горілкою і закускою, Уманський приєднався до святкування, і вечірка тривала до ранку. |

Волтер Дюранті, який лише рік перед тим отримав Пулітцерівську премію, зайняв провідну позицію у кампанії проти Джонса. 31 березня 1933 року «Нью-Йорк таймс» надрукувала на 13 сторінці статтю «Росіяни голодні, але не помирають із голоду», яка починалась з викриття Джонса у контексті, який прояснює все:
|  | У розпал дипломатичної дуелі між Великою Британією та СРСР з приводу арештованих британських інженерів в американській пресі з'являється «страхітлива історія» із британського джерела про голод у Радянському Союзі, про «тисячі вже загиблих і мільйони, яким загрожує голодна смерть. |

Стаття, здавалося, розставила все на місця. Британці сердиті, і тому навіть поверхневі спостереження цього розумного, але зухвалого наївного юнака впали на благодатний ґрунт. Такі «страшилки» з'являються регулярно, а правда полягає у тому, що становище справді важке, в управлінні сільським господарством справді були перекоси, і чиновники Комісаріату сільського господарства, які найбільше провинилися, отримали відповідне покарання. Далі Дюранті пояснював:
|  | Насправді немає ні голоду, ні голодних смертей, але вельми поширені випадки смерті від хвороб, викликаних недоїданням… Якщо через кліматичні умови урожай пропаде, як це було в 1921 році, Росії справді загрожуватиме голод. Якщо ні — теперішні труднощі швидко забудуть. |

Тоді як Дюранті так активно публічно заперечував існування голоду, в приватних бесідах він визнавав його цілком відверто. 26 вересня 1933 року у приватній розмові з Вільямом Стренджем, співробітником британського посольства в Москві, він сказав: «Цілком імовірно, що минулого року в СРСР 10 мільйонів осіб загинули, прямо чи непрямо, через дефіцит продовольства».
Джонс спробував захистити себе в листі до «Нью-Йорк Таймс»; Малкольм Маггерідж, виїхавши з СРСР, відмовився написати листа на його підтримку, хоч Джонс публічно хвалив анонімні статті Маггеріджа у «Ґардіані». Проте багато організацій, переважно правого спрямування, взяли участь у спробах розповісти світу про Голодомор 1932—1933 рр., але протягом двох-трьох років це питання відійшло на задній план і було практично забуте.
Ґарет Джонс і сам був спантеличений. У листі до товариша, який мав намір поїхати до СРСР, Ґарет писав:
|  | Шкода! Ти повеселишся, дізнавшись, що маленький «Джонський», який і мухи не зачепить, удостоївся честі потрапити до чорного списку ОДПУ, і йому заборонено в'їзд до Радянського Союзу. Я чув, що у секретній поліцейській теці з моїм іменем зберігається довгий список моїх злочинів, у тому числі, як це не смішно, шпигунство. Насправді Литвинов надіслав спеціальну телеграму з Москви до радянського посольства у Лондоні, щоб вони як слід поскаржилися на мене містерові Ллойд-Джорджу. |

### Висвітлення подій в Німеччині
У 1933 році відвідав Німеччину, де був свідком приходу нацистів до влади. Ґарет був особисто знайомий із Гітлером та Геббельсом. Він був першим іноземним журналістом, який летів з Гітлером у його літаку. Стаття про цей політ розпочинається словами:
|  | Якщо цей літак впаде, історія західного світу назавжди зміниться. За кілька футів від мене сидить Адольф Гітлер, канцлер Німеччини та лідер найбільшого, потужного як виверження вулкану націоналістського піднесення, яке бачив світ. |

### Далекий Схід та загибель
Отримавши заборону на в'їзд в Радянський Союз, Джонс звернув увагу на Далекий Схід. Наприкінці 1934 року він вирушив у «Навколосвітню подорож з пошуку фактів».
Коли в лютому 1935 року Ґарет Джонс відвідав Токіо, він жив у будинку Гюнтера Штайна, кореспондента газети «London News Chronicle». Той самий будинок був вимушений використовувати радянський розвідник Ріхард Зорге як базу для радіозв'язку з Радянським Союзом. Гюнтер Штайн залишив Японію в 1938 році, а в 1943 році працював разом з агентом радянської розвідки Аґнес Смедлі з «Манчестер гардіан» журналістом від Ассошіейтед прес в Китаї. В Японії Ґарет Джонс провів близько шести тижнів, зустрічаючись з військовими і політиками, після чого виїхав до Пекіна. Звідти він попрямував до Внутрішньої Монголії у недавно окуповану Японією Маньчжурію.
Подорож до Внутрішньої Монголії була організована за сприяння Адама Пурпіса (латис. Adam Purpis), представника підставного німецького підприємства НКВС Вестваг. Пан Пурпіс став одним з фігурантів шпигунського скандалу в Нью-Йорку в 1940 році. В подорожі до Внутрішньої Монголії Ґарета супроводжував німецький журналіст Герберт Мюллер, на якого, як було згодом з'ясовано, SIS вела справу з 1917 до 1952 рр. і який був агентом комуністичного інтернаціоналу в Китаї.
Журналістів затримали японські військові і повідомили, що назад до китайського міста Калган є три шляхи, лише один із яких безпечний.
Дорогою назад журналісти були захоплені бандитами, які вимагали викуп у вигляді 200 гвинтівок Маузера та 100 000 китайських доларів (за даними газети «Times» еквівалент £8000). Німецький журналіст був звільнений через два дні для досягнення домовленості щодо викупу. 1 серпня батько Джонса отримав телеграму: «Добре попрацювали. Невдовзі очікуйте звільнення». 5 серпня стало відомо, що викрадачі перемістили Джонса в місцевість за 16 кілометрів на південний схід від Гуюаню і тепер просять 10 000 китайських доларів (близько £800), а через два дні його знову перевезли, цього разу до Джегола. 8 серпня надійшла звістка про те, що перша група викрадачів передала його другій групі, і викуп знову збільшився до 100 000 китайських доларів. Уряди Китаю та Японії докладали зусиль, щоб зв'язатися з викрадачами.
17 серпня 1935 року газета «Times» повідомила, що китайська влада знайшла тіло Джонса напередодні з трьома кульовими пораненнями. Влада вважала, що він був убитий 12 серпня, за день до свого 30-річчя. Через три дні, 20 серпня 1935 року «Таймс» повідомила, що вбивці Гарета Джонса були ліквідовані 19 серпня китайською міліцією. «Перед смертю вмираючий злочинець повідомив міліції, що містера Джонса було застрелено тому що він був не в змозі супроводжувати своїх викрадачів». «Також злочинець заявив, що банді постійно доводилося втікати, впродовж кількох днів вони ледве встигали зупинитись щоб поїсти. Зрештою, бранець був змучений втомою і голодом та відмовився знову сідати на коня і тому викрадачам довелося застрелити його, щоб не бути обмеженими у пересуванні». В офіційному рапорті міліції йшлося про те, що свідчення в жандармерію передав місцевий пастух, який почув три постріли, а згодом знайшов тіло Гарета з кульовим пораненням у шию та ще двома в груди. Пізніше «Таймс» повідомляла, що вбивці були китайцями.
Існувала підозра, що його вбивство було здійснено радянським НКВС, як помста за неприємності, які він створив радянській владі. Як повідомляється, Девід Ллойд Джордж сказав:
|  | Та частина світу є казаном суперечливих інтриг, і ті чи інші зацікавлені сторони, мабуть, знали, що містер Гарет Джонс знав занадто багато про те, що відбувається. Він мав пристрасть до з'ясування того, що відбувалося в чужих землях, де були неприємності, і в гонитві своїх розслідувань він не зважав на ризик. Я завжди боявся, що він занадто ризикує. Нічого не уникало його спостереження, і він не дозволяв жодній перешкоді збити його з курсу, коли думав, що є якийсь факт, який він міг отримати. Він мав майже незмінний хист отримувати речі, що мали значення. |

## Вплив
Найджел Коллі припускає, що Джордж Орвелл читав статті Джонса про Голодомор 1932—1933 років в Україні, знав про трагічну загибель Джонса і, можливо, віддав йому данину, назвавши його прізвищем одного з головних персонажів оповідання «Колгосп тварин» — фермера пана Джонса. Крім того, саме так, «пан Джонс», звертався до Ґарета Джонса в статті-спростуванні повідомлення про Голодомор Волтер Дюранті («Росіяни голодні, але не помирають із голоду»).
Принагідно, Ґарет з Малкольмом Маггеріджем зображені в оповіданні «людськими істотами», що «вигадують нові брехні». Ймовірно, Волтер Дюранті зображений тут як пан Скавутишин:
|  | Задля дальшого існування колгоспу було необхідно заховати цей стан перед зовнішнім світом. Завалення вітряка додало людським істотам сміливости, і тепер вони почали вигадувати нові брехні про Колгосп Тварин. Знову розходились чутки, що усі тварини вмирають від голоду та недуг, що вони безпреривно воюють між собою і що дійшло до поїдання одноплемінників та власних дітей. Наполеон ясно розумів, яких поганих наслідків доведеться чекати, коли викриється правда про харчове положення. Щоб розповсюдити протилежні уявлення, він вирішив послужитися п. Скавутишином. |

## Пам'ять

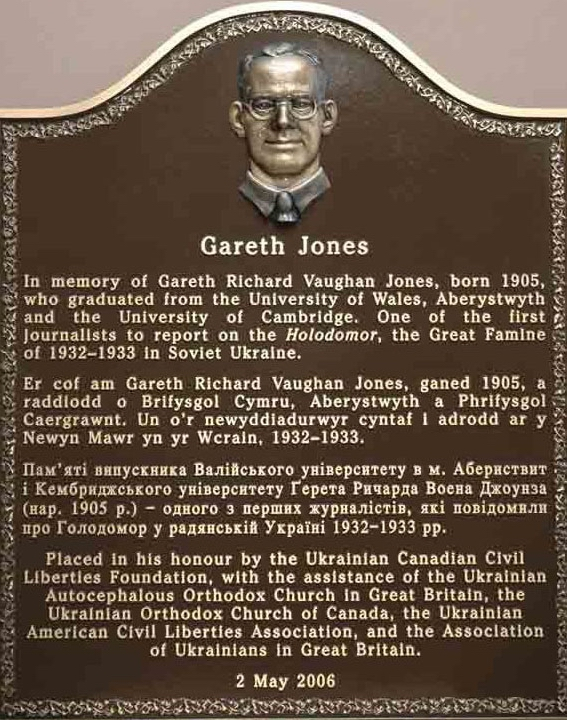
Меморіальна дошка Ґарета Джонса в м. Абериствіт

Коли Ґарет помер, «The Western Mail» вирішила віддати данину його пам'яті та видала обрані статті в книзі «В пошуку новин» (англ. In Search of News), а вторговані з продажів книги гроші були направлені на фінансування освітньої програми.
1990 року Марґарет Сіріол Коллі, племінниця Ґарета Джонса, прибирала в будинку, де жила сестра Ґарета, коли їй було дев'яносто, та знайшла повну валізу щоденників, а також статті Ґарета. Усвідомлюючи велику вагу знайдених матеріалів для дослідників Голодомору, Марґарет зробила копії і виклала їх в Інтернет. Ці документи знайшов Морґан Вільямс. За допомогою німецького військового аташе, деякі матеріали були надруковані, зокрема, про п'ятирічні плани Йосипа Сталіна, колективізацію й індустріалізацію.
2 травня 2006 року на території Абериствітського університету було встановлено пам'ятну дошку на його честь з написами трьома мовами: англійською, валлійською та українською.
У листопаді 2008 року Президент України Віктор Ющенко посмертно вшанував Ґарета Джонса, нагородивши його орденом «За заслуги».
Одна з двох сюжетних ліній документального фільму «Живі» режисера Сергія Буковського присвячена долі британського журналіста Ґарета Джонса. Прем'єра фільму відбулася в Україні 21 листопада 2008 року в дні 75-х роковин Голодомору. В Нью-Йорку фільм «Живі» вперше було показано 2 грудня 2008 року в рамках наукової конференції «Голодомор у кінематографі», яку організувала Програма українських досліджень Колумбійського університету. Британська прем'єра відбулась 13 листопада 2009 року в Кембриджському університеті, а наступного дня фільм вже брав участь на фестивалі Марґарет Мід у Нью-Йорку.
З нагоди прем'єри фільму у Британії, Бібліотека Рена коледжу Святої Трійці розгорнула експозицію щоденників Ґарета Джонса, де разом з іншими є записи про Голодомор. Їх було розміщено поряд із рукописами короля Генріха VIII, філософа Людвіга Вітгенштайна та записниками Ісаака Ньютона.
«Живі» нагороджено, зокрема, «Срібним абрикосом» на Єреванському МКФ, «Гран-прі Женева-2009» Міжнародного форуму MEDIAS «Північ-Південь» у Женеві, спеціальним призом журі Міжнародного фестивалю артхаузного фільму в Батумі (Грузія).
2011 року Іван Лозовий та Аскольд Крушельницький заснували конкурс серед журналістів «Приз Ґарета Джоунза». Учасники мають подати статтю на загальну тему «Ґарет Джонс — Волтер Дюранті — Голодомор». 15 грудня того ж року в приміщенні Національного університету «Києво-Могилянська академія» відбулось нагородження перших переможців: Аркадія Сидорука та Ігоря Кручика за статті «Джонс, Мейс і Дюранті: Що в їхніх іменах?» та «Натхненні інсинуації».
У 2019 році в межах Berlinale відбулась світова прем'єра художнього біографічного фільму польської режисерки Агнєшки Голланд «Ґарет Джонс» (у міжнародному прокаті — «Містер Джонс» (англ. Mr. Jones), а в українському — «Ціна правди»). Прем'єра в Україні відбулась у листопаді 2019 року.

#### Вулиці
У Києві в Шевченківському районі на честь Ґарета Джонса названі вулиця та провулок.
Восени 2022 року у селищі Карнаухівка (Кам'янська міська громада) вулицю Чернишевського було перейменовано на вулицю Гарета Джонса.
У місті Кропивницький провулок Достоєвського перейменували на провулок Ґарета Джонса.
18 листопада 2022 року у місті Кременчук вулицю Ріхарда Зорґе перейменували на вулицю Ґарета Джонса.
У місті Дніпро вулицю Дальноуральську перейменували на вулицю Ґарета Джонса.
У місті Дружківка вулицю Матросова планують перейменувати на вулицю Ґарета Джонса.
10 березня 2023 року у місті Полтава провулок Чистопрудний перейменували на провулок Ґарета Джонса.
29 квітня 2024 року Харківська міська рада перейменувала вулицю Спартака на вулицю Ґарета Джонса.

## Статті Джонса
З багатьох написаних Джонсом статей можна виділити 12 найважливіших:
| - Висвітлення Голодомору в Україні - Зміцнення гітлерівської Німеччини - Враження та інтерв'ю на Далекому Сході в 1935 році - Америка, репарації, та «Новий Курс» Рузвельта - Ірландська Енігма, 1933. - В пошуку новин — ретроспектива статей у «Western Mail» - Промова Муссоліні | - Сільський Уельс влітку 1933 року - Безробіття в 1930-ті - Прогноз розвитку глобальної політики в тридцяті роки, 31 грудня 1930 - Нотатки зроблені під час конфіденційного інтерв'ю з Літвиновим - Три «зниклі» статті, в яких Гарет вперше називає Голодомор «штучним» (англ. man-made) |

Основні статті Ґарета Джонса, в яких голод в Україні названо цілеспрямованим терором:
- «Nine to a Room in the Slums of Russia», Daily Express, April 6, 1933.
- «Famine Man Made. Soviet Collective Farm Move Caused Famine in Russia. Human Factor Ignored in Five-Year Plan», BOSTON Sunday Advertiser, June 13 1933
- «‘REDS LET PEASANTS STARVE’ -Famine Found Even in Large City in Ukraine», New York American/Los Angeles Examiner, January 14, 1935.
- «Good-bye Russia», Daily Express, April 11, 1933.

## Фільми
- «Живі» (2008) / Сергій Буковський
- «Ціна правди» (2019) / Аґнешка Голланд (Польща)